# (11578) Cimabue
(11578) Cimabue és un petit asteroide conegut del cinturó d'asteroides, descobert el 4 de març de 1994 per l'astrònom italià Vincenzo Silvano Casulli d'una observació a l'Observatori Colleverde di Guidonia a Guidonia Montecelio (Itàlia).
Va ser nomenat en memòria del pintor italià Cimabue (nom real Cenni di Pepe, 1240 - 1302) els treballs han estat la base de la pintura italiana i occidental.